# Fontcouverte-la Toussuire
Fontcouverte-la Toussuire – miejscowość i gmina we Francji, w regionie Owernia-Rodan-Alpy, w departamencie Sabaudia.
Według danych na rok 1990 gminę zamieszkiwało 528 osób, a gęstość zaludnienia wynosiła 25 osób/km² (wśród 2880 gmin regionu Rodan-Alpy Fontcouverte-la Toussuire plasuje się na 1121. miejscu pod względem liczby ludności, natomiast pod względem powierzchni na miejscu 456.).

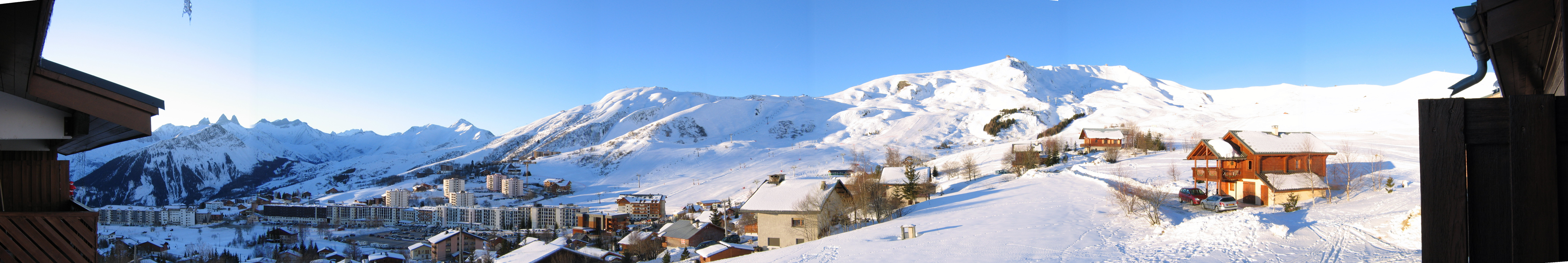
Panorama Fontcouverte-la Toussuire, 2007